# Vysoká dostupnost
 Vysoká dostupnost je pojem vyjadřující spolehlivost systémů a služeb obvykle v oboru výpočetní techniky. Dostupností se rozumí veličina udávající to, že systém je k dispozici v případě, že je vyžádáno jeho použití.

## Vysvětlení pojmu
Dostupnost se vyjadřuje v procentech a lze ji považovat za pravděpodobnost, že systém poskytuje požadované funkce za určených podmínek a v daném časovém okamžiku. Dostupnost je dána jak spolehlivostí systému samotného, tak i s časem kdy dojde k obnovení poskytování služby po poruše (Disaster recovery). Dostupnost je vyjádřena poměrem doby kdy byl systém v daném časovém období dostupný a celkového časového období.
{\displaystyle \mathrm {Dostupnost(v~procentech)} =\left({\frac {\mathrm {Doba~dostupnosti} }{\mathrm {Doba~dostupnosti} +\mathrm {Doba~nedostupnosti} }}\right)\cdot 100}
Vysoká dostupnost (anglicky High availability neboli zkráceně HA) je pojem používaný ve výpočetní technice a to jak v souvislosti s hardware, tak se software. Obecně výrobci hovoří o systémech s vysokou dostupností tam, kde jde o systém, při jehož vývoji je mezi základní požadavky stavěna právě spolehlivost a schopnost obnovení činnosti po poruše.

## Vazba na související veličiny
Dostupnost systému úzce souvisí s dalšími veličinami. Důležitým údajem pro vyjádření spolehlivosti systému je střední doba mezi poruchami (anglicky Mean Time Between Failure, zkratka MTBF), která je udávána obvykle v hodinách. Vyšší hodnota MTBF znamená vyšší spolehlivost systému.
Dalším důležitým údajem je střední doba opravy/obnovy (anglicky Mean Time to Repair, zkratka MTTR), který je také udávána obvykle v hodinách.
Dostupnost potom lze vyjádřit vzorcem :
{\displaystyle Dostupnost={\frac {MTBF}{MTBF+MTTR}}}

## Příčiny snižování dostupnosti
Pět nejčastějších důvodů snižování dostupnosti výpočetních systémů podle studie z roku 2010 je:
1. Chyby při řízení změn
2. Nedostatky při monitoringu složek systému
3. Nesprávně stanovené požadavky a kriteria při výběru dodavatelů
4. Nedostatky v provozních procesech
5. Výpadky komunikačních sítí

## Klasifikace vysoké dostupnosti
Definice a klasifikace vysoké dostupnosti se podle různých pramenů mírně liší. Například klasifikace podle Harvard Research Group dělí systémy dle dostupnosti do šesti tříd AEC-0 až AEC-5 (Availability Environment Classification), kde nejvyšší je třída AEC-5. Jako vysoce dostupné systémy se považují systémy od AEC-3 s dostupností minimálně 99,9%, což představuje celkový výpadek 8 hodin 45 minut a 58 sekund za rok provozu.